# Formiato di metile
Il formiato di metile, nome sistematico metanoato di metile, è l'estere metilico dell'acido formico di formula HCOOCH3 ed è il più semplice degli esteri carbossilici. A temperatura ambiente appare come un liquido incolore, estremamente volatile e infiammabile (punto di fiamma -27 °C), dall'odore etereo, a differenza di quello fruttato dell'acetato di etile tipico di molti esteri a catena alifatica. La molecola è piuttosto polare (μ = 1,77 D), ma il liquido ha costante dielettrica modesta (εr = 8,73). È solubile sia in acqua, dove però si idrolizza, sia in solventi organici quali l'etanolo (in ogni rapporto), il dietiletere, e il cloroformio. Trova impiego a livello industriale come fluido refrigerante (identificato dal codice R611). La molecola è stata individuata nel mezzo interstellare.

## Sintesi
Il formiato di metile può essere ottenuto per esterificazione dell'acido formico col metanolo in ambiente acquoso opportunamente catalizzato:
{\displaystyle {\ce {HCOOH + CH3OH -> HCOOCH3 + H2O}}}
Il composto può altresì venir sintetizzato per carbonilazione del metanolo, reazione sfruttata soprattutto a livello industriale, eseguita a elevate temperature e sotto pressione (di norma a 200 °C e 200 atm) e in presenza di una sostanza basica con funzione di catalizzatore, tendenzialmente il metossido di sodio:
{\displaystyle {\ce {CH3OH + CO -> HCOOCH3}}}

## Reattività
In opportune condizioni il formiato di metile va incontro a idrolisi:
{\displaystyle {\ce {HCOOCH3 + H2O -> HCOOH + CH3OH}}}
Se esposto a elevate temperature si decompone liberando fumi irritanti.

## Utilizzo
Il formiato di metile trova impiego in ambito manifatturiero come propellente, refrigerante, solvente (usato in particolare per l'acetato di cellulosa) e come reagente nelle sintesi di composti organici. Viene inoltre utilizzato come agente fumigante e larvicida nelle piantagioni di tabacco e di mais.